# Arthur König
Arthur König (1895 – 1969) è stato un astronomo tedesco.
Figlio del fisiologo Arthur Peter König, nel 1957 subentrò a Karl Wilhelm Reinmuth nella direzione del programma di osservazione dei corpi celesti minori all'osservatorio di Heidelberg.
Il Minor Planet Center gli accredita la scoperta dell'asteroide 3815 König effettuata il 15 aprile 1959 in collaborazione con Gerhard Jackisch e Wolfgang Wenzel. Alla sua morte gli altri due scopritori gli hanno dedicato l'asteroide.